# 2030년 세계 박람회
2030년 세계 박람회(영어: Expo 2030)는 2030년 사우디아라비아 리야드에서 개최될 예정인 BIE 공인 등록 박람회이다.

## 유치
총 5개국의 후보가 세계 박람회를 유치하기 위해 경쟁하였으나, 모스크바는 유치를 포기하고 오데사는 후보 자격을 박탈당하여 투표는 부산, 로마, 리야드 사이에서 진행되었다.

### 결과
2023년 11월 28일 개최된 총회에서 국제박람회기구 회원국들의 투표에서 부산이 29표, 로마가 17표, 리야드가 119표를 받아 최종 개최지로 사우디아라비아 리야드가 선출되었다. 

### 후보

#### 부산
- 대한민국 - 부산[1][2]
- 주제(안) - 세계의 대전환, 더 나은 미래를 향한 항해

대전과 여수에서는 인정박람회를 개최하였으며, 유치에 성공할 경우 대한민국 최초로 등록박람회를 개최하게 된다.

#### 로마
- 이탈리아 - 로마[5]
- 주제(안): 사람과 영역: 도시 재생, 포용 및 혁신(영어: People and Territories: Urban Regeneration, Inclusion and Innovation)
- 기간: 2030년 4월 25일부터 10월 25일까지

이탈리아는 BIE의 창립 회원국이며 밀라노에서 두 차례(1906년과 2015년) 세계 박람회와 다섯 차례의 전문 엑스포를 개최한 전적이 있다.

#### 리야드
- 사우디아라비아 - 리야드[6]
- 주제(안): 변화의 시대: 지구를 미래 지향적인 미래로 이끌다(영어: The Era of Change: Leading the Planet to a Foresighted Tomorrow)
- 기간: 2030년 10월 1일부터 2031년 4월 1일까지

사우디아라비아는 1958년 세계 박람회에서 처음으로 세계 박람회에 참가했다.

### 유치 철회

#### 모스크바
- 러시아 - 모스크바[7]
- 주제(안): 인간의 진보: 조화로운 세계를 위한 공유된 비전(영어: Human Progress: A Shared Vision for a World of Harmony)
- 기간: 2030년 4월 27일부터 10월 27일까지

이전 예카테린부르크가 입후보한 투표 때 탈락한 전적이 있다. 2022년 우크라이나-러시아 전쟁이 발발하면서 엑스포 유치 투표에 있어 불리한 상황을 겪었다. 2022년 5월 24일, 결국 유치를 철회하였다.

#### 오데사
- 우크라이나 - 오데사[9]
- 주제(안): 르네상스, 기술, 미래(영어: Renaissance. Technology. Future)
- 기간: 2030년 5월 1일부터 10월 31일까지

중앙정부와 충분한 협의 없이 주 정부 주도로 유치전에 뛰어들어 사전 준비가 부족한 상황이었으나 전쟁의 참상과 그 복구 과정을 박람회에서 보여 주겠다는 내용의 '반전(反戰) 스토리텔링'을 강조한다면 공감을 얻을 수 있다는 전망이 제기되고 있다. 그러나 결국 BIE 총회에서 열린 후보 자격에 대한 투표에서 최종 탈락하였다.